# 남성초등학교 (포항시)
남성초등학교는 대한민국 경상북도 포항시에 있는 공립 초등학교이다.

## 학교 연혁
- 1953.07.01 남성초등학교 개교(3학급)
- 1957.03.20 제1회 졸업식(남 42명, 여 9명)
- 1980.03.01 18학급 편성(930명)
- 1982.02.20 병설유치원 제1회 졸업식(126명)
- 1986.12.16 과학실적 우수교 표창(경상북도교육청)
- 1990.11.06 도지정 시범유치원 운영보고회 개최
- 1994.02.02 校誌 '운제산' 창간호 발간
- 1994.02.04 영일교육청 학교기반조성 우수교 표창
- 1995.10.13 포항교육청 지정 학습지도시범학교 공개
- 1997.11.10 포항교육청 지정 환경보전 운영보고회 개최
- 2007.11.16 NEIS교무업무시스템 도 지정 시범학교 운영보고회
- 2008.03.27 글샘 도서관 개관
- 2011.09.01 제26대 임동열교장선생님 취임
- 2011.09.07 교실마루바닥 교체 및 화장실 개선공사 완료(7실, 2개소)
- 2011.10.19 옥상방수 및 인도브로킹공사 완료(옥상전체, 교사 뒤쪽)
- 2012.02.16 급식소식탁교체 및 시설 보수(6인용 12개)
- 2012.02.24 학교꽃길조성(영산홍외 3종 2,000주)
- 2012.03.17 교실 및 관리실 컴퓨터 교체(7대) 및 천정형 TV설치(1대)
- 2012.12.18 차수판 시설 공사
- 2013.01.31 2층 출입문 및 창문교체 공사(11실)
- 2013.01.31 체력단련실(탁구장) 꾸미기 공사
- 2013.02.28 교사 내부 도색
- 2013.12.26 58회 졸업식 및 운제산 문집(2013학년호) 발간
- 2014.03.01 5개학급 편성(도움반 1학급 포함)
- 2015.02.17 59회 졸업식 및 운제산 문집(2014학년호)발간
- 2015.03.01 5개학급 편성(도움반 1학급 포함)
- 2015.03.01 제27대 김도경 교장 취임

## 참고 자료
- 남성초등학교 - 한국교육학술정보원 학교알리미